# Дуйсенбаев, Есенбай
Есенбай Дуйсенбаев (15 мая 1940—2011) — казахский и советский поэт, журналист, почётный деятель культуры Казахстана, почётный гражданин города Актобе.

## Биография
Родился в ауле Калдайбек Байганинского района Актюбинской области Казахской ССР. После окончания в 1963 филологического факультета Казахского государственного университета им. С. М. Кирова работал учителем в школе, затем ушел в журналистику.
Работал журналистом, заместителем редактора районной, затем заведующим отделом культуры Актюбинской областной газеты «Коммунизм жолы», в республиканских изданиях «Жалын», «Ана тілі», «Өлке», «Раритет», «Білім», старшим редактором издательства «Жазушы».

## Творчество
Есенбай Дуйсенбаев — автор сборников стихов, прозаических произведений. Дебютировал циклом стихов в 1967 в сборнике молодых поэтов «Караван юных», за который был тогда же удостоен премии ЦК ЛКСМ Казахстана.

## Избранная библиография
- «Боз ала таң — боз торғай»,
- «Рассвет и жаворонок»,
- «От чистого сердца»,
- «Безбрежная ширь»,
- «Учбулак»,
- «Чистое небо»,
- «Белые паруса»,
- «Наше поколение» ,
- автобиографическая повесть «Естелік» и др.

## Награды и премии
- премии ЦК ЛКСМ Казахстана (1967),
- премия Союза писателей Казахстана,
- главный приз юбилейного республиканского поэтического конкурса, посвященного 150-летию Абая,
- международная премия имени Жамбыла Жабаева,
- международная премия имени Ильяса Жансугурова.
- медаль «За трудовое отличие» (Казахстан),
- почётный гражданин г. Актобе